# 공주 갑사 중사자암지 삼층석탑
갑사 중사자암지 삼층석탑(甲寺 中獅子庵址 三層石塔)은 충청남도 공주시 계룡면, 갑사 대웅전 오른쪽에 있는 고려시대의 삼층석탑이다. 1984년 5월 17일 충청남도의 문화재자료 제55호로 지정되었다.
이 탑은 갑사에 딸린 암자인 사자암에 있던 것을 대적전 뒷면에 옮겨 세웠다가 지금의 자리로 옮긴 것이다. 탑의 몸체만 남아 있으나, 고려시대 석탑의 조각 양식이 잘 나타나 있다.
탑은 옆면에 안상(眼象)을 새겨 놓은 바닥돌 위로 기단(基壇)의 일부분이 놓여 있고, 그 위로 3층의 탑신(塔身)이 쌓여 있다. 기단은 맨 윗돌을 제외하고는 모두 없어졌고, 탑신은 몸돌의 모서리마다 기둥 모양을 얕게 새겼다. 지붕돌은 네 귀퉁이가 살짝 치켜올라 갔으며, 밑면에 3단씩의 받침을 두었다. 꼭대기에는 본래의 머리장식이 없어진 채, 돌의 질이 다른 연꽃봉오리 모양의 새로운 머리장식이 놓여 있다.
갑사에는 공우탑이라 부르는 또 하나의 삼층석탑이 있다. 이 탑은 절을 고쳐 지을 때 소가 공을 세웠다고 하여 소의 덕을 기린 탑이라고 한다.
탑은 부처의 진신사리를 보관하는 장소로 예배 대상이었으나 삼국 말기 이후 금당의 비중이 커지면서 절의 중요한 상징적 시설물이 되었다.

## 같이 보기
- 갑사
- 갑사 대웅전 - 충청남도 유형문화재 제105호
- 삼층석탑

## 참고 문헌
1. ↑  《충청남도 지정문화재 해설집》, 충청남도, 2001

## 참고 자료
- 갑사중사자암지삼층석탑 - 국가유산청 국가유산포털